# Parafia św. Michała Archanioła w Sadagórze
Parafia św. Michała Archanioła w Sadagórze – parafia rzymskokatolicka terytorialnie i administracyjnie znajdująca się w archidiecezji lwowskiej, w dekanacie Czerniowce. W parafii posługują księża archidiecezjalni. Według stanu na marzec 2024 proboszczem parafii był ks. Krzysztof Sapalski. 